# Клеркона (Флорида)
Клеркона (енгл. Clarcona) насељено је место без административног статуса у америчкој савезној држави Флорида.

## Демографија
По попису из 2010. године број становника је 2.990.
| Група             | 2000.    | 2010.         |
| Белци             | 0 (0,0%) | 2.142 (71,6%) |
| Афроамериканци    | 0 (0,0%) | 437 (14,6%)   |
| Азијати           | 0 (0,0%) | 40 (1,3%)     |
| Хиспаноамериканци | 0 (0,0%) | 320 (10,7%)   |
| Укупно            | 0        | 2.990         |